# Считающая мера
Считающая  ме́ра (также счётная мера) — формальный эквивалент количества элементов множества.

## Определение
Пусть {\displaystyle (X,{\mathcal {F}})} — измеримое пространство, такое что любая точка {\displaystyle x\in X} является измеримым множеством, то есть {\displaystyle \{x\}\in {\mathcal {F}}}. 
Тогда мера {\displaystyle \mu }, определённая следующим образом: {\displaystyle \mu (A)=\vert A\vert } — количество элементов в {\displaystyle A}, если {\displaystyle A} — конечное множество, и {\displaystyle \infty }, если {\displaystyle A} бесконечно, называется счётной мерой.

## Свойства
- Считающая мера конечна, если {\displaystyle \vert X\vert <\infty }, и бесконечна в противном случае.
- Если {\displaystyle X} — счётное множество, то считающая мера σ-конечна.